# Brachytheciastrum fendleri
Brachytheciastrum fendleri là một loài Rêu trong họ Brachytheciaceae. Loài này được (Sull.) Ochyra & Żarnowiec mô tả khoa học đầu tiên năm 2003.